# ステファン・レッテル
ステファン・レッテル（1978年9月17日 - ）は、ドイツの元看護師でヘルスケア・シリアルキラーである。彼は病院で働きながら、2003年1月から2004年7月までの間に少なくとも29人の患者の殺人に関与した。これらの行為は、同じく看護師のシリアルキラー、ニールス・フーゲルの犯行が明らかになるまで、第二次世界大戦以来ドイツで最大の殺害数とされてきた。

## 人物
レッテルは、多数の高齢者を治療する病院の看護師として働いていた。彼が病院に勤務していた2003年1月から2004年7月まで間に、彼の勤務時間中に80人以上の患者が死亡していた。当局は40人以上の患者の遺体を掘り起こして調査したものの、38人の遺体はすでに火葬されていた。その後、筋弛緩薬リステノンを含む大量の薬物が病院から紛失していたことが明らかになり、当局はレッテルを容疑者とみなし、開封された薬瓶がアパートで見つかった。
2006年2月、レッテルは29人の患者の死（殺人16件、致死12件、依頼殺人12件）にかかわったとして裁判にかけられた。被害者の年齢は40〜94歳まで幅があり、ほとんどの患者は75歳以上だった。レッテルはまた、転落で軽傷を負った22歳の兵士に不適切な注射をしたとも伝えられている。彼女は一時期意識を失ったが回復した。レッテルはいくつかの殺人を告白したが、同情からの行為で、病気の患者の苦しみを終わらせたいという願望からの行動だったなどと主張した。しかし、検察によると、被害者の一部はレッテルの担当でもなく、既に安定した状態で、病院から退院する事になっていた患者もいた。11月、レッテルは殺人の罪で有罪判決を受け、終身刑を宣告された。